# Lind (Washington)
Lind és una població dels Estats Units a l'estat de Washington. Segons el cens del 2000 tenia 582 habitants.

## Demografia
Segons el cens del 2000, Lind tenia 582 habitants, 230 habitatges, i 161 famílies. La densitat de població era de 218,2 habitants per km².
Dels 230 habitatges en un 33,9% hi vivien nens de menys de 18 anys, en un 57% hi vivien parelles casades, en un 8,7% dones solteres, i en un 29,6% no eren unitats familiars. En el 27% dels habitatges hi vivien persones soles el 13,9% de les quals corresponia a persones de 65 anys o més que vivien soles. El nombre mitjà de persones vivint en cada habitatge era de 2,53 i el nombre mitjà de persones que vivien en cada família era de 3,05.
Per edats la població es repartia de la següent manera: un 29,6% tenia menys de 18 anys, un 4,5% entre 18 i 24, un 26,3% entre 25 i 44, un 22,7% de 45 a 60 i un 17% 65 anys o més.
L'edat mediana era de 38 anys. Per cada 100 dones de 18 o més anys hi havia 91,6 homes.
La renda mediana per habitatge era de 40.147 $ i la renda mediana per família de 40.938 $. Els homes tenien una renda mediana de 33.625 $ mentre que les dones 18.000 $. La renda per capita de la població era de 16.948 $. Aproximadament el 8,2% de les famílies i l'11,5% de la població estaven per davall del llindar de pobresa.

## Poblacions més properes
El següent diagrama mostra les poblacions més properes.